# Ivan Bílek
Ivan Bílek (* 28. listopadu 1963) je bývalý český policista, v letech 2012–2015 ředitel Generální inspekce bezpečnostních sborů (GIBS), předtím v letech 2007–2011 náměstek policejního prezidenta Policie České republiky.

## Kariéra
Od roku 1984 působil u Veřejné bezpečnosti a později Policie České republiky v Kopidlně a Jičíně. Byl příslušníkem služby pořádkové policie, následně pracoval na obvodním oddělení, které později také vedl, a na jičínském okresním ředitelství. V letech 1995–2007 byl ředitelem okresního policejního ředitelství v Trutnově. Od roku 2007 byl náměstkem policejního prezidenta Policie ČR pro uniformovanou policii/vnější službu, v lednu 2011 se neúspěšně přihlásil do výběrového řízení na policejního prezidenta. Po nástupu nového šéfa policie Petra Lessyho ke konci února 2011 rezignoval; označován byl za muže blízkého Ivanu Langerovi. Další měsíce působil jako vrchní rada odboru vzdělávání policejního prezidia. Dne 25. listopadu 2011 jej předseda vlády Petr Nečas jmenoval k 1. lednu 2012 prozatímním ředitelem nové vzniklé Generální inspekce bezpečnostních sborů (GIBS) s funkčním obdobím do 30. června 2012. V červnu 2012 byl jmenován řádným ředitelem GIBS. Inspekci vedl do podzimu 2015, kdy 2. listopadu podal k 30. listopadu 2015 rezignaci a zároveň požádal o propuštění ze služebního poměru. Odstoupil po politickém nátlaku z vládních stran, neboť členové vlády tvrdili, že poškodil pověst GIBS kvůli nečinnosti v kauze Vidkun.
V 80. letech 20. století byl členem Komunistické strany Československa. Vystudoval Policejní akademii České republiky v Praze a Fakultu ekonomicko-správní Univerzity Pardubice.